# لينوير
لينوير (بالإنجليزية: Lenoir)‏ هي مدينة أمريكية ومركز مقاطعة كالدويل في ولاية كارولاينا الشمالية في الولايات المتحدة الأمريكية.

## التركيبة السكانية
حدّد مكتب تعداد الولايات المتحدة بيانات التركيبة السكانية للينوير في تعداد الولايات المتحدة. في ما يلي، التركيبة السكانية حسب تعدادي 2000 و2010.

### تعداد عام 2000
بلغ عدد سكان لينوير 16,793 نسمة بحسب تعداد عام 2000، وبلغ عدد الأسر 6,913 أسرة وعدد العائلات 4,572 عائلة مقيمة في المدينة. في حين سجلت الكثافة السكانية 311.4 نسمة لكل كيلومتر مربع (806.5/ميل2). وبلغ عدد الوحدات السكنية 7,461 وحدة بمتوسط كثافة قدره 138.4 لكل كيلومتر مربع (358.5/ميل2).
وتوزع التركيب العرقي للمدينة بنسبة 80.88% من البيض و14.71% من الأمريكيين الأفارقة و0.23% من الأمريكيين الأصليين و0.67% من الأمريكيين ذوي الأصول الآسيوية و0.11% من سكان جزر المحيط الهادئ و2.27% من الأعراق الأخرى و1.13% من عرقين مختلطين أو أكثر و4.25% من الهسبانيون أو اللاتينيون من أي عرق.
بلغ عدد الأسر 6,913 أسرة كانت نسبة 31.6% منها لديها أطفال تحت سن الثامنة عشر تعيش معهم، وبلغت نسبة الأزواج القاطنين مع بعضهم البعض 47% من أصل المجموع الكلي للأسر، ونسبة 14.8% من الأسر كان لديها معيلات من الإناث دون وجود شريك،  بينما كانت نسبة 4.4% من الأسر لديها معيلون من الذكور دون وجود شريكة وكانت نسبة 33.9% من غير العائلات. تألفت نسبة 29.7% من أصل جميع الأسر من عدة أفراد يعيشون في نفس المنزل ونسبة 13.1% كانت تتألف من شخص يعيش بمفرده يبلغ من العمر 65 عاماً أو أكثر. وبلغ متوسط حجم الأسرة المعيشية 2.34، أما متوسط حجم العائلات فبلغ 2.87.
بلغ العمر الوسطي للسكان 39.0 عاماً. وكانت نسبة 22.7% من القاطنين تحت سن الثامنة عشر، وكانت نسبة 7.8% بين الثامنة عشر والرابعة والعشرين عاماً، ونسبة 26.5% كانت واقعةً في الفئة العمرية ما بين الخامسة والعشرين والرابعة والأربعين عاماً، ونسبة 22.8% كانت ما بين الخامسة والأربعين والرابعة والستين، ونسبة 16.8% كانت ضمن فئة الخامسة والستين عاماً فما فوق. يوجد لكل 100 أنثى 89.6 ذكر، ويوجد لكل 100 أنثى في الثامنة عشر من عمرها فما فوق 86.4 ذكر.
بلغ متوسط دخل الأسرة في المدينة 29,369 دولارًا، أما متوسط دخل العائلة فبلغ 37,280 دولارًا. وكان متوسط دخل الذكور 26,122 دولارًا مقابل 21,895 دولارًا للإناث. وسجل دخل الفرد الخاص بالمدينة 16,697 دولارًا. وكانت نسبة 10.4% من العائلات ونسبة 14.3% من السكان تحت خط الفقر، وكان من هؤلاء نسبة 20.5% تحت سن الثامنة عشر ونسبة 12.7% في الخامسة والستين من العمر وما فوق.

### تعداد عام 2010
بلغ عدد سكان لينوير 18,228 نسمة بحسب تعداد عام 2010، وبلغ عدد الأسر 7,594 أسرة وعدد العائلات 4,718 عائلة مقيمة في المدينة. في حين سجلت الكثافة السكانية 338.1 نسمة لكل كيلومتر مربع (875.7/ميل2). وبلغ عدد الوحدات السكنية 8,568 وحدة بمتوسط كثافة قدره 158.9 لكل كيلومتر مربع (411.5/ميل2).
وتوزع التركيب العرقي للمدينة بنسبة 78.35% من البيض و12.68% من الأمريكيين الأفارقة و0.42% من الأمريكيين الأصليين و0.85% من الأمريكيين ذوي الأصول الآسيوية و0.07% من سكان جزر المحيط الهادئ و5.24% من الأعراق الأخرى و2.40% من عرقين مختلطين أو أكثر و9% من الهسبانيون أو اللاتينيون من أي عرق.
بلغ عدد الأسر 7,594 أسرة كانت نسبة 30.4% منها لديها أطفال تحت سن الثامنة عشر تعيش معهم، وبلغت نسبة الأزواج القاطنين مع بعضهم البعض 40.3% من أصل المجموع الكلي للأسر، ونسبة 16.6% من الأسر كان لديها معيلات من الإناث دون وجود شريك،  بينما كانت نسبة 5.2% من الأسر لديها معيلون من الذكور دون وجود شريكة وكانت نسبة 37.9% من غير العائلات. تألفت نسبة 33.2% من أصل جميع الأسر من عدة أفراد يعيشون في نفس المنزل ونسبة 15.2% كانت تتألف من شخص يعيش بمفرده يبلغ من العمر 65 عاماً أو أكثر. وبلغ متوسط حجم الأسرة المعيشية 2.32، أما متوسط حجم العائلات فبلغ 2.92.
بلغ العمر الوسطي للسكان 41.5 عاماً. وكانت نسبة 22.8% من القاطنين تحت سن الثامنة عشر، وكانت نسبة 7.7% بين الثامنة عشر والرابعة والعشرين عاماً، ونسبة 24.1% كانت واقعةً في الفئة العمرية ما بين الخامسة والعشرين والرابعة والأربعين عاماً، ونسبة 26.8% كانت ما بين الخامسة والأربعين والرابعة والستين، ونسبة 18.5% كانت ضمن فئة الخامسة والستين عاماً فما فوق. وتوزع التركيب الجنسي للسكان بنسبة 47.6% ذكور و52.4% إناث.

## المناخ
يظهر الجدول التالي التغييرات المناخية على مدار السنة للينوير:
| البيانات المناخية لـلينوير                             | البيانات المناخية لـلينوير | البيانات المناخية لـلينوير | البيانات المناخية لـلينوير | البيانات المناخية لـلينوير | البيانات المناخية لـلينوير | البيانات المناخية لـلينوير | البيانات المناخية لـلينوير | البيانات المناخية لـلينوير | البيانات المناخية لـلينوير | البيانات المناخية لـلينوير | البيانات المناخية لـلينوير | البيانات المناخية لـلينوير | البيانات المناخية لـلينوير |
| الشهر                                                  | يناير                      | فبراير                     | مارس                       | أبريل                      | مايو                       | يونيو                      | يوليو                      | أغسطس                      | سبتمبر                     | أكتوبر                     | نوفمبر                     | ديسمبر                     | المعدل السنوي              |
| ------------------------------------------------------ | -------------------------- | -------------------------- | -------------------------- | -------------------------- | -------------------------- | -------------------------- | -------------------------- | -------------------------- | -------------------------- | -------------------------- | -------------------------- | -------------------------- | -------------------------- |
| متوسط درجة الحرارة الكبرى °ف                           | 50                         | 53                         | 61                         | 70                         | 78                         | 85                         | 88                         | 87                         | 81                         | 71                         | 62                         | 52                         | 70                         |
| متوسط درجة الحرارة الصغرى °ف                           | 26                         | 29                         | 35                         | 44                         | 53                         | 62                         | 66                         | 65                         | 58                         | 45                         | 36                         | 28                         | 46                         |
| الهطول إنش                                             | 3.53                       | 3.67                       | 4.33                       | 3.64                       | 4.34                       | 4.57                       | 4.85                       | 3.92                       | 4.19                       | 3.40                       | 3.25                       | 3.76                       | 47.7                       |
| متوسط درجة الحرارة الكبرى °م                           | 10                         | 12                         | 16                         | 21                         | 26                         | 29                         | 31                         | 31                         | 27                         | 22                         | 17                         | 11                         | 21                         |
| متوسط درجة الحرارة الصغرى °م                           | −3                         | −2                         | 2                          | 7                          | 12                         | 17                         | 19                         | 18                         | 14                         | 7                          | 2                          | −2                         | 8                          |
| الهطول مم                                              | 90                         | 93                         | 110                        | 92                         | 110                        | 116                        | 123                        | 100                        | 106                        | 86                         | 83                         | 96                         | 1٬210                      |
| المصدر: NOAA (North Carolina Observed Climate Normals) |                            |                            |                            |                            |                            |                            |                            |                            |                            |                            |                            |                            |                            |

## أعلام
- كلود بيكر
- لاري سميث
- كاري موليس
- جوني ألين
- مرلي واتسون
- جيمس براكستون كرافين جونيور
- بوب لايت